# 東興除村
東興除村（ひがしこうじょそん）は、岡山県児島郡にあった村。現在の岡山市南区の一部（東畦・内尾・中畦）にあたる。

## 地理
笹ヶ瀬川と倉敷川の下流河間に位置していた。
- 海洋：児島湾

## 歴史
- 1889年（明治22年）6月1日、町村制の施行により、児島郡中疇村、内尾村、東疇村が合併して村制施行し、東興除村が発足[2][1]。旧村名を継承した中疇、内尾、東疇の3大字を編成[1]。
- 1903年（明治36年）東興除村漁業組合設立[1]。
- 1905年（明治38年）4月1日、児島郡西興除村と合併し興除村を新設して廃止された[2][1]。合併後、興除村大字中疇・内尾・東疇となる[1]。

### 地名の由来
興除は、岡山藩儒・小原大之介梅坡が『管子』から引用した「興利除害」に由来。

## 産業
- 漁業[1]
  - 1891年時点[4]では、東疇で1戸4人、内尾で6戸38人、中疇で6戸24人が漁業者であった[5]。